# Александър Берзин (учен)
Александър Берзин е американски учен, преводач и учител на тибетски будизъм.

## Биография и дейност
Берзин е роден в град Патърсън, Ню Джърси, САЩ през 1944 г..
Става бакалавър през 1965 г. в катедрата по ориенталистика на университета Рутгерс в сътрудничество с Принстънския университет, магистър през 1967 г., доктор през 1972 г. в катедрата по далекоизточни езици (китайски) и санскрит и индийски изследвания на Харвардския университет.
Мести се като Фулбрайт стипендиант в Дарамсала, Индия. Там изучава и практикува с майстори по медитация от всички 4 будистки традиции от 1969 до 1998 г.
Неговият основен учител е Ценшаб Серконг Ринпоче, покойният събеседник в дебати и помощник-учител на Далай Лама. Берзин му служи като преводач и секретар в продължение на 9 години, придружавайки го на няколко световни турнета. Той също така служи като преводач на Далай Лама.
Като съосновател на преводаческото бюро на тибетските документи и архиви Берзин разработва нова терминология за превод от английски на тибетски технически термини, които често са неразбрани. Сътрудничейки с преводачи на много други езици, той им помага преразгледат и развият своята терминология в съответствие със същите принципи.
От 1983 г. Берзин пътува по целия свят в изучаването на различни аспекти на будистката практика и философия, както и на тибетска-монголски история и астро-медицинска теория в Дхарма-центрове и университети в повече от седемдесет страни. Пътуванията му обхващат бивши и настоящи комунистически страни предимно Латинска Америка, Африка, Централна Азия и Близкия изток. В допълнение към многобройните му литературни творби и преводи много от неговите лекции са публикувани на езиците на тези области.
Берзин служи като неофициална връзка към няколко международни проекта за тибетско-монголската култура като тибетската медицинска помощна програма за жертвите на Чернобил сътрудничейки си с съветското министерство на здравеопазването; проект в Монголия към фондацията „Гиър“ за производство на книги, посветени на будизма издадени на местния разговорен език за съживяване на традиционната култура. Той също така е и мост за създаване и засилване на будистко-ислямския диалог.
През 1998 г. Берзин се връща на Запад, където търси и намира по-благоприятни условия за писане. Пътува от време на време, за да преподава в няколко дхарма-центрове, но посвещава по-голямата част от времето си подготвяйки своите непубликувани материали за уебсайта Berzin Archives. Уебсайтът съдържа съдържа будистки текстове, иначе недостъпни на западен език. Вдъхновен е от движението на отворения код (Open-source movement) и от информационната революция, неговите писания могат да се четат безплатно. Възможно е също така да се слушат записани седмични учения под формата на подкасти. Поясненията на Берзин се отличават с използване на отличителни преводи на много будистки термини като например използването на „безопасна посока“ в по-общ план вместо „убежище“ и „силно“ вместо „гневно“. Берзин смята, че голяма част от недоразумението относно будизма на Запад идва от неверни и заблуждаващи преводи на будистката терминология Днес той живее в Берлин, Германия.

## Публикации

### Книги и монографии
- Lam-rim – Outlines. London: Wisdom Publications, 1977. Reprint, Munich: Aryatara Institut, 1986.
- Guidelines for Receiving the Kalacakra Empowerment. Seattle: Dharma Friendship Foundation, 1989.
- (Coauthor with Bhikshuni Thubten Chodron) Glimpse of Reality. Singapore: NUS Buddhist Society, 1989. Reprint, Hinsdale, Illinois: Buddhadharma Meditation Center, 1991; Second reprint, Singapore: Amitabha Buddhist Centre, 1999.
- Buddhism and Its Impact on Asia. Asian Monographs, no. 8. Cairo: Cairo University, Center for Asian Studies, June 1996.
- The Historical Interaction between the Buddhist and Islamic Cultures before the Mongol Empire. Unpublished, 1996.
- Coauthor with the 14th Dalai Lama, Translator, and Editor) The Gelug/Kagyü Tradition of Mahamudra. Ithaca: Snow Lion, 1997.
- Taking the Kalachakra Initiation. Ithaca: Snow Lion, 1997.
- Kalachakra and Other Six-Session Yoga Texts. Ithaca: Snow Lion, 1998.
- Developing Balanced Sensitivity. Ithaca: Snow Lion, 1998.
- Relating to a Spiritual Teacher: Building a Healthy Relationship. Ithaca: Snow Lion, 2000

### Статии
- „Structure of the Gelug Hierarchy.“ Tibet Journal (Dharamsala, India), vol. 2, no. 3 (autumn 1977).
- „An Introduction to Tibetan Astronomy and Astrology.“ Tibet Journal (Dharamsala, India), vol. 12, no. 1 (spring 1987).
- „Working with Emotions: How to Deal with Anger.“ In Three Drops of Nectar to Cool the Mind. Speech Series, no. 1. Petaling Jaya, Malaysia: Crazy Wisdom Publications, 1987.
- „Kuan Yin – A Meditation on Compassion.“ In Three Drops of Nectar to Invigorate the Heart. Speech Series, no. 2. Petaling Jaya, Malaysia: Crazy Wisdom Publications, 1988.
- „Tibetan Astrology and Astronomy.“ Maitreya Magazine (Emst, Holland), vol. 11, no. 4 (1989).
- „Tibetan Astro Studies.“ Chö-Yang, Year of Tibet Edition (Dharamsala, India), (1991).
- „Bön Monasteries“, „Nyingma Monasteries“, „Kagyü Monasteries“, „Sakya Monasteries“, and „Gelug Monasteries.“ Chö-Yang, Year of Tibet Edition (Dharamsala, India), (1991).
- "Practical Advice Regarding Spiritual Teachers.” Tricycle: The Buddhist Review (New York), vol. 9, no. 3 (spring 2000).
- "A Comparison of the Five Tibetan Traditions.” Snow Lion Newsletter (Ithaca, New York), vol. 17, no. 1 (winter 2002).
- "Holy Wars in Buddhism and Islam: The Myth of Shambhala.” Mandala: Buddhism in Our Time (Taos, New Mexico), March – May 2002.
- "A Healthy Relationship.” Mandala: Buddhism in Our Time (Taos, New Mexico), June – August 2002.
- "Renunciation – Determination to Be Free.” Snow Lion Newsletter (Ithaca, New York), vol. 17, no. 3 (summer 2002).
- "The Dharma of Islam: A Conversation with Snjezana Akpinar and Alex Berzin.” Inquiring Mind (Berkeley, California), vol. 20, no. 1 (fall 2003).

### Книги преведени от тибетски на английски
- Panchen Lama I. The Guru Puja. Dharamsala, India: Library of Tibetan Works & Archives, 1976.
- (Co-translator with Sharpa Tulku, and Editor) Akya Yongdzin. A Compendium of Ways of Knowing, with Commentary by Geshe Ngawang Dhargyey. Dharamsala, India: Library of Tibetan Works & Archives, 1977.
- (Translator and Editor) Karmapa IX. Mahamudra Eliminating the Darkness of Ignorance, with commentary by Beru Khyentze Rinpoche, Supplemented with Ashvaghosha, „Fifty Stanzas on Guru-Devotion“, with Commentary by Geshe Ngawang Dhargyey. Dharamsala, India: Library of Tibetan Works & Archives, 1978.
- (Co-translator with Matthew Kapstein, and Editor) Longchenpa. Dzog-chen: The Four-Themed Precious Garland, with Commentary by His Holiness Dudjom Rinpoche and Beru Khyentze Rinpoche. Dharamsala, India: Library of Tibetan Works & Archives, 1979. Also published in The Jewel in the Lotus: A Guidebook to the Buddhist Traditions of Tibet, ed. Stephen Batchelor. London: Wisdom Publications, 1987.
- (Co-translator with Sharpa Tulku) Dharmarakshita. The Wheel of Sharp Weapons. Dharamsala, India: Library of Tibetan Works & Archives, 1980.
- (Co-translator with Sharpa Tulku, and Compiler and Editor) Dhargyey, Geshe Ngawang. An Anthology of Well-Spoken Advice, vol. 1. Dharamsala, India: Library of Tibetan Works & Archives, 1984. Also published as Princeton: Recordings for the Blind, 1988.
- Maitreya. Gyu Lama (The Furthest Everlasting Stream). Soest, Holland: Netherlands Stichting Ontmoeting met Tibetaanse Cultuur, 1986.

### Статии преведени от тибетски на английски
- (Co-translator with Sharpa Tulku) Kamtrul, Garjang. „The History and Geography of Shambhala.“ Tibet Journal (Dharamsala, India), vol. 1, no. 1 (July–September 1975).
- (Co-translator with Sharpa Tulku) Dhargyey, Geshe Ngawang. „Introduction to the Kalacakra Initiation.“ Tibet Journal (Dharamsala, India), vol. 1, no. 1 (July–September 1975).
- (Co-translator with Sharpa Tulku) Yong-dzin Ling Rinpoche. „The dGe-lugs Tradition of Buddhism in Tibet.“ Tibet Journal (Dharamsala, India), vol. 4, no. 1 (spring 1979).
- Tsenshab Serkong Rinpoche. „Renunciation.“ In Teachings at Tushita, ed. Glenn Mullin and Nicholas Ribush. New Delhi: Mahayana Publications, 1981.
- (Co-translator with Sharpa Tulku) The Second Dalai Lama. „The Steps of Visualization for the Three Essential Moments.“ In Meditations on the Lower Tantras, ed. Glenn Mullin. Dharamsala, India: Library of Tibetan Works & Archives, 1981.
- (Co-translator with Sharpa Tulku, and Editor) The First Panchen Lama. „‘The Great Seal of Voidness: The Root Text of the Gelug/Kagyu Tradition of Mahamudra,’ with Commentary by Geshe Ngawang Dhargyey.“ In H. H. the XIVth Dalai Lama et al. Four Essential Buddhist Texts. Dharamsala, India: Library of Tibetan Works & Archives, 1982.
- (Co-translator with Sharpa Tulku) Jamyang Khyentse Rinpoche Cho-kyi Lodro. „The Opening of the Dharma: A Brief Explanation of the Buddha’s Many Vehicles“ In H. H. the XIVth Dalai Lama et al. Four Essential Buddhist Texts. Dharamsala, India: Library of Tibetan Works & Archives, 1982.
- (Co-translator with Sharpa Tulku) Thogmey Zangpo. „The Thirty-Seven Bodhisattva Practices.“ In His Holiness the 14th Dalai Lama. Four Essential Buddhist Commentaries. Dharamsala, India: Library of Tibetan Works & Archives, 1983.
- (Translator and Editor) His Holiness the XIVth Dalai Lama, "Commentary on [Thogmey Zangpo’s] ‘The Thirty-Seven Bodhisattva Practices’ and [Tsongkhapa’s] ‘Three Principles of the Path.’" In His Holiness the 14th Dalai Lama. Four Essential Buddhist Commentaries. Dharamsala, India: Library of Tibetan Works & Archives, 1983.
- (Co-translator with Sharpa Tulku) Tsongkhapa. „Three Principles of the Path“, „Lines of Experience“, and „The Prayer of the Virtuous Beginning, Middle and End.“ In The Life and Teachings of Tsong Khapa, ed. Robert Thurman. Dharamsala, India: Library of Tibetan Works & Archives, 1983.
- (Co-translator with Sharpa Tulku) Tsongkhapa. „A Letter of Practical Advice on Sutra and Tantra: A Brief Indication of the Graded Stages of the Path.“ In The Life and Teachings of Tsong Khapa, ed. Robert Thurman. Dharamsala, India: Library of Tibetan Works & Archives, 1983. Also published as Tsongkhapa. „A Brief Exposition of the Stages of the Path to Enlightenment.“ In The Jewel in the Lotus: A Guidebook to the Buddhist Traditions of Tibet, ed. Stephen Batchelor. London: Wisdom Publications, 1987.
- (Translator and Editor) Namkapel. „The Mind-Training Like the Rays of the Sun: A Commentary by Tenzin Gyatso, His Holiness the 14th Dalai Lama.“ Chö-Yang (Dharamsala, India), vol. 1, no. 1 (spring 1986).